# 红背叶羊蹄甲
红背叶羊蹄甲（学名：Bauhinia rubro-villosa）为豆科羊蹄甲属的植物。分布在老挝、越南以及中国大陆的广西等地，生长于海拔360米至530米的地区，多生于山谷密林石上，目前尚未由人工引种栽培。